# Église Saint-Rémi de Remilly-Aillicourt
L'église Saint-Rémi est une église située à Remilly-Aillicourt, en France.

## Description
L'église possède des éléments défensifs d'une église fortifiée : une tour-porche munie de mâchicoulis au-dessus du portail, un comble percé de canonnières rectangulaires au-dessus du chœur et du transept, une chapelle faisant saillie et devenue baptistère munie de bretèches.
La position du village le long de la Meuse explique l'intérêt de ces dispositifs.  La succession de conflits entre le royaume de France et le Saint-Empire romain germanique dirigé par la Maison de Habsbourg se traduit par une insécurité le long de ce fleuve, notamment durant la guerre de Hollande, la guerre de Succession d'Espagne, et la guerre de Succession de Pologne, du XVIe siècle au XVIIIe siècle. Même si des redoutes sont installées sur le fleuve, la zone guéable est étendue et il est difficile d'interdire toute pénétration de troupes. Les défenses des villageois s'appuient alors, assez souvent, sur l'église et le cimetière qui l'entoure. L'église a un triple rôle : du clocher, un guetteur peut donner l'alerte ; les canonnières qui y sont installées rendent possibles des tirs plongeants ; et l'église elle-même peut servir de refuge le temps que des renforts arrivent.

## Localisation
L'église est située sur la commune de Remilly-Aillicourt, dans le département français des Ardennes, dans la partie sud du bourg, le long de la D6.

## Historique
L'église est du XVIe siècle, notamment le transept et le chœur, bâtis sur un édifice antérieur. La partie supérieure de la tour-porche date de la fin du XVIIIe siècle. Le portail a été refait en 1844, la nef et les bas-côtés sont de 1874,.
L'édifice est inscrit au titre des monuments historiques en 1938.